# Jessica Cruz
Jessica Cruz es una superheroína ficticia que aparece en los cómics estadounidenses publicados por DC Comics. Creada por Geoff Johns y Ethan Van Sciver, es miembro del Corporation De Linterna Verde y la Liga de la Justicia. Su primera aparición completa tiene lugar en Justice League # 31 (agosto de 2014), que también es su primera aparición en la portada. El diseño original de Cruz se basó en la actriz Penélope Cruz. DC Comics confirmó que Jessica Cruz es de descendencia hondureña, y actualmente reside en Portland, Oregón.

El personaje hará su debut cinematográfico en el largometraje animado DC League of Super-Pets, con su voz proporcionada por Dascha Polanco.

## Historial de publicaciones
Se menciona el nombre de Jessica Cruz y su mano derecha aparece brevemente en un solo panel de la edición de 2013 Green Lantern # 20. Su próxima aparición llega en Justice League vol. 2 # 30, cuando el Anillo de Volthoom la localiza, y luego gana sus poderes en el siguiente número. Fue apodada "Power Ring" mientras fue anfitriona del Anillo de Volthoom pero no es miembro de Sindicato del Crimen de América. Jessica se convierte en miembro oficial del Green Lantern Corps, en la realidad de Tierra Prime, al final de Justice League # 50: "The Darkseid War".

## Biografía del personaje ficticio

### The New 52
Jessica Cruz y sus amigos están en un viaje de caza cuando se topan accidentalmente con dos hombres que están enterrando un cuerpo. Los hombres asesinan brutalmente a sus amigos. Jessica logra escapar pero queda traumatizada. El Anillo de Volthoom que se alimenta del miedo y había abandonado Power Ring después de su muerte durante la incursión de Sindicato del Crimen en Tierra Prime, puede localizarla debido a su trauma. A diferencia de los anteriores portadores del anillo, ella no acepta voluntariamente el anillo, pero se ve obligada a aceptarlo. El Anillo tortura a Jessica con dolor físico y psicológico. El Anillo explica que está usando a Jessica para atraer al ser que destruyó la Tierra-3 a Tierra Prime porque ahora está muriendo (por razones no explicadas) y quiere llevarse el planeta con él.
Batman puede desactivar el anillo después de convencer a Jessica de que se enfrente a sus miedos. Jessica luego sucumbe a los efectos del virus AMAZO, pero pronto se cura. Hal Jordan regresa a la Tierra para enseñarle a Jessica cómo controlar su anillo. 
Cuando la hija de Darkseid, Grail, llega a Tierra Prime, ataca a Jessica y usa su anillo para abrir un portal a Tierra-3, permitiendo que el Anti-Monitor cruce a Tierra-Prime. Jessica y el resto de la Liga de la Justicia son transportados por Metron. Después de esto, la Liga de la Justicia decide liberar al Sindicato del Crimen para ayudar en la lucha contra el Anti-Monitor y el Grial. Jessica, Cyborg y Mister Miracle se dirigen a la prisión y la proximidad al Sindicato permite que el Anillo posea la mente y el cuerpo de Jessica. Durante la confrontación de la Liga de la Justicia contra Grail y Darkseid, Grail logra separar a Flash del Black Racer, que inmediatamente comienza a perseguir el Flash. Al darse cuenta de que el Racer no abandonará el plano físico de la existencia hasta que coseche un alma, Jessica convence a Cyborg de aprovechar la tecnología del anillo y anular el control de Volthoom sobre el cuerpo de Jessica durante unos segundos. Esto le permite a Jessica saltar entre Flash y Black Racer, lo que permite que la encarnación de la muerte aparentemente la mate. Jessica sobrevive, y se revela que el Black Racer mató a Volthoom, causando que el anillo se desmoronara. Inmediatamente después, un anillo de Linterna Verde desciende en el campo de batalla y transforma a Jessica en una nueva Linterna Verde.

### DC Rebirth/DC Universe
En Green Lanterns: Rebirth # 1, conoce a Simon Baz cuando está investigando una intrusión alienígena. Esto resulta ser un cazador de hombres que lucha contra los dos. Luego se revela que es un ejercicio de entrenamiento dirigido por Hal Jordan para probar a los dos novatos. Hal combina las baterías de energía de Jessica y Simon para que funcionen como un equipo y las pone a cargo de proteger la Tierra, dándoles también membresía a la Liga de la Justicia.
Al enfrentarse a la amenaza del Phantom Ring, un prototipo de anillo de poder que puede canalizar la totalidad del espectro emocional a costa de cambiar rápidamente según el estado emocional del usuario, Jessica confiesa sus propias dudas sobre si merece su anillo. las circunstancias poco convencionales de su contratación. Sin embargo, sus miedos se alivian cuando se pone temporalmente el Anillo Fantasma y automáticamente la transforma en un Linterna Verde, lo que le permite a Jessica reconocer su éxito al superar sus viejos miedos en lugar de creer que fue definida por esa experiencia.
Más tarde es enviada al espacio para entrenar con el Green Lantern Corps y está bajo las órdenes de Guy Gardner, quien la empuja y la regaña hasta que haya tenido suficiente y lo ataca; Más tarde, Guy llega a un acuerdo con ella de que si ella lo derrota con éxito en combate, él no hablará sobre el encuentro, lo que ella puede hacer.
Más tarde, Jessica es asignada para monitorear el recientemente liberado Sector Espacial Fantasma (una región que consiste completamente en planetas robados por Coluan que fue liberado por la Liga de la Justicia); mientras está allí, se encuentra con Cyborg, Starfire y Azrael pilotando una nave calavera que se había alistado desde Brainiac en un intento de ingresar al sector. Intentando detenerlos, se encuentra atrapada en el Sector Fantasma junto a los demás, y se unen para investigar la misteriosa región del espacio como la Liga de la Justicia Odyssey.
Más tarde es asesinada por Darkseid y su anillo se rompe y absorbe la radiación omega y se fusiona con su brazo. Los fragmentos del anillo la resucitan y le otorgan más poderes. Más tarde, se une a Orion, Dex-Starr y Blackfire para encontrar a sus compañeros de Odyssey, cuando son capturados por Darkseid.

## Poderes y habilidades
Como Green Lantern, Jessica es capaz de proyectar construcciones basadas en energía, volar y utilizar varias otras habilidades a través de su anillo de poder que solo están limitadas por su imaginación y fuerza de voluntad. Inicialmente experimentó algunos problemas para crear construcciones con el anillo, pero superó esta limitación mientras entrenaba con Simon Baz.
Si bien Jessica fue brevemente un anillo de poder, inicialmente no tenía control sobre el anillo. Bajo la tutela de Hal Jordan, ella aprende a superar los poderes malvados dentro del Anillo y usarlo de manera efectiva hasta que Volthoom posea su cuerpo. Sus sentimientos de coraje ayudan a Cyborg a descifrar el lenguaje extraño del anillo, y él puede dejarla superar la influencia de Volthoom por un momento y saltar entre Black Racer y Flash, que termina destruyendo a Volthoom y el Anillo, liberando a Jessica.
Jessica también es una experta en supervivencia y pudo vivir sola durante tres años. Fue vista empuñando una escopeta con habilidad cuando fue capaz de golpear el Anillo de Volthoom y mantenerlo a raya por unos momentos antes de que se convirtiera en su anfitrión.
Recientemente se ha revelado que el anillo de Jessica está parcialmente fusionado con el Anillo de viaje de Volthoom, debido a que es uno de los primeros siete anillos de poder creados por el guardián deshonesto Rami durante el primer ataque de Volthoom contra Oa. Esta conexión con el anillo de viaje le permitió a Volthoom hacer su viaje inicial al pasado, pero también resultó en que Jessica usara accidentalmente el anillo para enviarse a sí misma y a Simon durante más de diez mil millones de años en el pasado para escapar de Volthoom, solo para encontrarse en el momento del asalto de Volthoom a Oa.

## En otros medios

### Televisión
- Jessica Cruz aparece en la serie de televisión, DC Super Hero Girls, con la voz de Myrna Velasco. A diferencia de los cómics, no parece sufrir traumas pasados. Ella es pacifista, junto como una vegana y ambientalista, lo que la hace amiga de Pam Isley. Jessica tiene dos mamás, a diferencia de los cómics donde tiene padres heterosexuales.

### Película
- Jessica Cruz apareció en Lego DC Super Hero Girls: Super-Villain High, con la voz de Cristina Milizia.
- Jessica Cruz aparece como miembro de la Liga de la Justicia en Lego DC Comics Super Heroes: Aquaman: Rage of Atlantis, una vez más con la voz de Cristina Milizia.[9]
- Jessica Cruz aparece en película original de DC Universe 2019, Justice League vs. The Fatal Five, con la voz de Diane Guerrero.[10] Ella sufre de agorafobia como resultado de la culpa de ser sobreviviente después de escapar por poco de ser asesinada junto a sus amigos, después de tropezar con un asesino que enterró un cuerpo. Para su molestia, un anillo de Green Lantern la eligió, pero ella se niega a usarlo o unirse a la Liga de la Justicia a pesar de los intentos de Wonder Woman por persuadirla. Como resultado de su timidez, los Cinco Fatales la atacaron, para que pudieran obligarla a ayudarlos a liberar a la Emperatriz Esmeralda y Validus de los Sciencells en Oa. Conociendo a Star Boy, quien también sufrió una enfermedad mental (esquizofrenia), Jessica pudo superar sus miedos y convertirse en una gran Linterna Verde.
- Jessica Cruz aparece en Lego DC: Shazam!: Magic and Monsters, con Cristina Milizia retomando su papel.
- Jessica Cruz aparece en DC League of Super-Pets, con la voz de Dascha Polanco. Es miembro de la Liga de la Justicia y se convierte en la dueña de Chip al final de la película.

### Serie web
- Jessica Cruz aparece en la serie web DC Super Hero Girls como la nueva Linterna Verde de la Tierra, con la voz de Cristina Milizia. Ella hace su debut animado en esta serie.[11] Ella aparece como la tímida camarógrafa de Lois Lane, filmando una entrevista con Hal Jordan durante su fiesta de despedida en el Café Capes and Cowls, quien explica que aparecerá un nuevo anillo de Green Lantern.

### Videojuegos
- Jessica Cruz es un personaje jugable en la versión de la aplicación móvil de Injustice: Gods Among Us. Ella era parte de una actualización que incluía agregar elementos de DC's Rebirth al juego.
- Jessica Cruz es un personaje jugable en el juego de la aplicación móvil DC Legends. Ella es una de varias linternas verdes incluidas en el juego y está clasificada como una heroína con una afinidad energética. Su biografía en el juego dice: Como la primera mujer de la Tierra en ganar un anillo de poder verde, Jessica Cruz lucha para demostrar que es una linterna digna. Después de apenas escapar de una banda criminal que asesinó a sus amigas, Jessica Cruz luchó con miedo y culpa paralizantes. Esto la convirtió en el objetivo de un anillo de poder del universo Anti-materia que se alimentaba de sus miedos y controlaba sus acciones. Pero Jessica luchó para liberarse y ganarse un lugar en el Green Lantern Corps. Ahora, como recluta novata, lucha contra sus dudas mientras defiende la Tierra de las amenazas cósmicas.
- Jessica Cruz aparece como un personaje jugable en Lego DC Super-Villains.